# Lawrence megye (Illinois)
Lawrence megye az Amerikai Egyesült Államokban, azon belül Illinois államban található. Megyeszékhelye és legnagyobb városa Lawrenceville. Lakosainak száma 15 280 fő (2020. április 1.). Lawrence megye Crawford, Wabash, Knox és Richland megyékkel határos.

## Népesség
A megye népességének változása:
| Lakosok száma | 16 839 | 16 718 | 16 592 | 16 558 | 16 491 | 15 280 |
|               | 2010   | 2011   | 2012   | 2013   | 2015   | 2020   |